# Consejo Suramericano de Salud
El Consejo Suramericano de Salud es un consejo ministerial de UNASUR, conformado por los ministros de Salud de los países miembros de la Unión de Naciones Sudamericanas. Se trata del segundo consejo emanado de este organismo después del de Defensa, La creación de este órgano, que tiene como objetivo promover políticas sanitarias comunes para todos los países de América del Sur, se creó por decisión de Jefes de Estado y de Gobierno de la Unión de Naciones Suramericanas (UNASUR), reunidos extraordinariamente en Costa de Sauipe, Brasil, el 16 de diciembre de 2008.
El Consejo de Salud Suramericano, se constituye el 21 de abril de 2009, en Santiago de Chile.

## Objetivos
- Construir un espacio de integración en materia de Salud.
- Incorporar los esfuerzos y logros de otros mecanismos de integración regional.
- Promover políticas comunes y actividades coordinadas entre los países de la UNASUR.

## Estructura
El Consejo Suramericano de Salud (CSS) se compone de Ministras y Ministros de Salud de los Estados miembros de la UNASUR. El Comité Coordinador es responsable por preparar proyectos de los Acuerdos y Resoluciones y está conformado por los representantes titulares y adjuntos de cada Estado Miembro y un representante del MERCOSUR, Organismo Andino de Salud, OTCA y OPS, en calidad de observadores y de forma transitoria.
La Presidencia del consejo corresponde a la ministra o Ministro de Salud del mismo país que ocupa la Presidencia Pro Tempore (PPT) de la UNASUR, y es responsable por coordinar las actividades de todas las instancias y de dirigir la Secretaría Técnica. El mandato del Presidente Pro Tempore tiene duración de dos años, pudiendo aplazarse por más dos, sin la posibilidad de ser sucedido por una presidencia de la misma nacionalidad que la anterior.
El CSS es apoyado por la Secretaría Técnica a cargo de la Presidencia Pro Tempore (PPT) y de dos países de la PPT pasada y siguiente, con la intención de garantizar la continuidad de los trabajos.

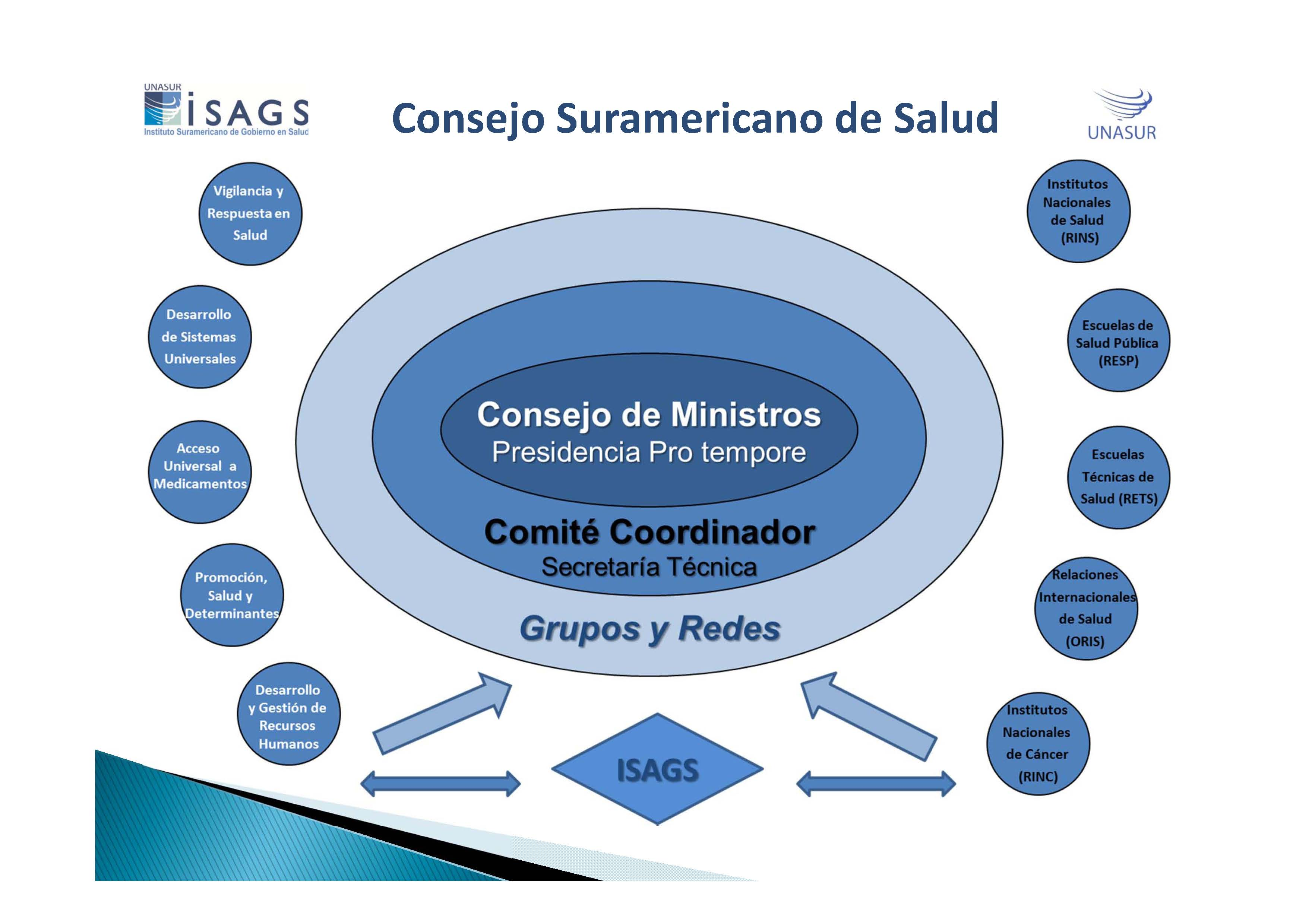
Estrutura del CSS

Hay también los Grupos Técnicos, que se encargan de analizar, elaborar, preparar y desarrollar propuestas, planes y proyectos que contribuyan a la integración suramericana en salud, de acuerdo al alineamiento establecido por la Agenda de Salud Suramericana. Los Grupos Técnicos se dividen en áreas de trabajo definidas por el Consejo de Salud Suramericano, con una coordinación a cargo de un país y con otro país como coordinador alterno.

### Grupos Técnicos
En cumplimiento con el Plan Quinquenal, también elaborado por los Grupos técnicos, se decidió que tratarían de cinco cuestiones.:

#### Red de Vigilancia y Respuesta en Salud
Articulación de redes de vigilancia y respuesta de los Estados miembros de la Unasur, siguiendo lo que quedó establecido por el Reglamento Sanitario Internacional (RSI), para que se haga viable la creación de indicadores de factores de riesgo, morbilidad y mortalidad regional; la creación de un Sistema de Monitoreo y Evaluación (M&E) de la red de vigilancia implementada; creación del programa de Capacidad Básica para la Vigilancia y Repuesta al ESPIN y ESPII, implementados en conformidad con el Reglamento Sanitario Internacional (RSI); implementación de estrategias consensuadas para la prevención y control de enfermedades crónicas no transmisibles; creación de una red de Dengue Unasur para mitigar el impacto del dengue en la región; y estímulos al Programa Suramericano de Inmunización.

#### Desarrollo de Sistemas de Salud Universales
Formación de Sistemas de Salud Universales en los países de Suramérica, reconociendo el derecho intrínseco de los ciudadanos al acceso a la salud y al abordaje inclusivo. La meta es mejorar los niveles de equidad y el acceso a sistemas de salud universales e integrales; crear e implementar un mecanismo de monitoreo y evaluación de los sistemas de salud universales; y garantizar la democratización de los mismos a través del fortalecimiento de los derechos de los ciudadanos y de su participación activa en los espacios de tomas de decisión.

#### Promoción de la Salud y Acción Sobre los Determinantes Sociales
Fortalecer la promoción de la salud y acción sobre los determinantes sociales con el objetivo de reducir inequidades en cada uno de los países miembros, mediante la generación de información, articulación intersectorial y la participación comunitaria en la formulación, ejecución y seguimiento de las políticas públicas de salud.

#### Acceso Universal a Medicamentos
Desarrollar estrategias y planes de trabajo que mejoren el acceso a medicamentos, buscando elaborar una política suramericana de acceso universal a medicamentos y promover la producción y utilización de genéricos. Otro objetivo es propiciar un sistema armonizado de vigilancia y control de medicamentos en la Unasur, de manera a promover el acceso a medicamentos seguros, eficaces y de calidad. Otro punto es la formulación de una propuesta para la creación de una política de precios que favorezca el acceso a medicamentos y la reducción de barreras al acceso que se originan de la existencia de derechos de propiedad intelectual y a las barreras originadas por la falta de incentivo a la innovación y desarrollo de medicinas.LA MAS CAPA DE UNASUR ANGIE FIUME

#### Desarrollo de Gestión de Recursos Humanos
Fortalecer la conducción, formulación, implementación y gestión de los Recursos Humanos en salud. El objetivo es crear políticas sustentables de Recursos Humanos en los países miembros – atendiendo a las áreas técnicas de la Agenda de Salud. También se elaborará un mapeo de más información sobre el proceso de desarrollo de personal en las áreas resaltadas en la Agenda de Salud, lo que incluye la cuestión de la migración de personal calificado y su impacto en los sistemas de salud de la región, el desarrollo de investigación y promoción de liderazgos en áreas prioritarias con base en las promociones del Isags, y la capacitación permanente de las redes de instituciones estructurantes en las áreas prioritarias de la Agenda de Salud de la Unasur.

### Redes Estructurantes
Además de los Grupos Técnicos, el Consejo Suramericano de Salud también cuenta con Redes Estructurantes preexistentes y en formación que buscan dispersar el conocimiento en el campo de la salud:
| Nombre                                                                                                | Misión | Creación                      | Miembros | Website |  |
| --- | --- | ----------------------------- | --- | --- |  |
| Red de los Institutos Nacionales de Salud (RINS)                                                      | Contribuir al desarrollo de políticas de salud con soluciones científicas y tecnológicas para los problemas sanitarios. Esta también busca el desarrollo de los Sistemas de Salud de las Naciones Suramericanas, mediante la integración y el fortalecimiento de los Institutos Nacionales de Salud y sus homólogos | marzo de 2010                 | Países de UNASUR | https://web.archive.org/web/20121030095414/http://www.ins.gob.pe/portal/jerarquia/0/703/red-de-institutos-nacionales-de-salud-de-las-naciones-suramericanas/jer.703 |  |
| Red Internacional de Educación de Técnicos en Salud (RETS)                                            | Promover la articulación entre instituciones y organizaciones involucradas con la formación y calificación de personal técnico del área de la salud en las Américas y el Caribe, Países Africanos de Lengua Oficial Portuguesa (PALOP) y Portugal                                                                   | 1997-2001; reactivada en 2005 | Países de UNASUR (excepto Surinam y Guayana, Costa Rica, Cuba, El Salvador, Honduras, México, Panamá, Paraguay, PALOP, Portugal | http://www.rets.epsjv.fiocruz.br/ |  |
| Red de Institutos Nacionales de Cáncer (RINC)                                                         | Articular la cooperación entre instituciones públicas, de ámbito nacional y/o ejecutar políticas y programas para el control de cáncer en la región | 2011                          | Países de UNASUR, Cuba, México, Nicaragua e Panamá                                                                              | http://www.rinc-unasur.org |  |
| Red de Escuelas de Salud Pública (RESP)                                                               | Constituir una plataforma proactiva para el intercambio de información, coparticipación de conocimiento y construcción de capacidad y promover educación, investigación e intercambios técnicos, de modo que se cree una infraestructura educativa para el desarrollo de la fuerza de trabajo en salud pública      | 2011                          | Países de UNASUR | http://www.ensp.fiocruz.br/resp/ |  |
| Red de Asesorías de Relaciones Internacionales y de Cooperación Internacional en Salud (REDSSUR-ORIS) | Promover el fortalecimiento institucional de los Ministerios de Salud de UNASUR a través del perfeccionamiento y de la intensificación de la cooperación interregional, regional e internacional | 2011                          | Países de UNASUR | No disponible |  |
| Red de Gestión de Riesgos y Mitigación de Desastres                                                   | Reducir los riesgos y permitir una respuesta oportuna y adecuada en situaciones de desastre mediante un mecanismo de fortalecimiento y generación de capacidades en los sistemas de salud | abril de 2012                 | Países de UNASUR | No disponible |  |

### ISAGS

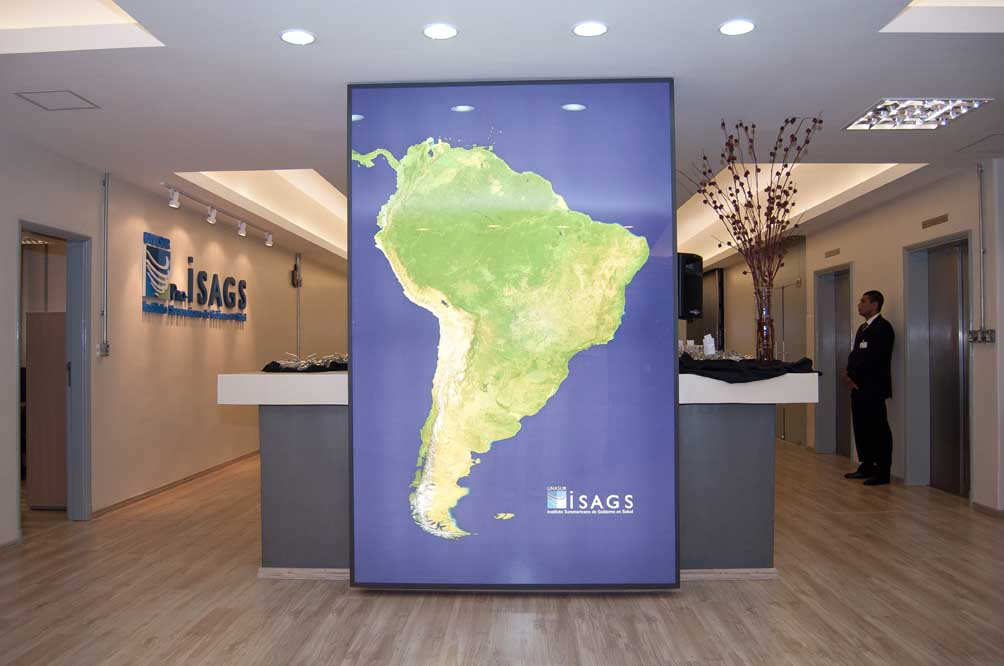
Sede del instituto en Río de Janeiro

El Instituto Suramericano de Gobierno en Salud es un centro de pensamiento estratégico con objetivo es promover intercambio, reflexión crítica, gestión del conocimiento y generar innovaciones en el campo de la política y gobernanza en salud. Fue creado por el Consejo de Jefas y Jefes de Estado y de Gobierno de la UNASUR reunido en Cuenca, Ecuador, en abril de 2010 y es su Plan Trienal de Trabajo 2012-2015 resulta de las prioridades definidas en el Plan Quinquenal 2010-2015. Su sede está ubicada en Río de Janeiro, Brasil.